# Gert Schubring
Gert Schubring (* 1944) ist ein deutscher Mathematikhistoriker und Mathematikdidaktiker.
Schubring wurde 1977 bei Michael Otte (* 1938) an der Universität Bielefeld promoviert (Das genetische Prinzip in der Mathematik-Didaktik). Er ist Privatdozent an der Universität Bielefeld.
Er befasste sich besonders mit der Geschichte der Strenge in der Analysis und der Geschichte des Mathematikunterrichts in der Schule im 19. Jahrhundert sowie mit der sogenannten genetischen Methode im Mathematikunterricht (der Orientierung an der Mathematikgeschichte). Im Einzelnen veröffentlichte er unter anderem über Johann Friedrich Schultz, Augustin-Louis Cauchy, Peter Gustav Lejeune Dirichlet, Karl Weierstraß, Bernhard Bolzano, Hermann Graßmann, Felix Klein und Caspar Wessel.

## Schriften
- Die Debatten um einen Mathematiklehrplan in Westfalen 1834. Eine regionale Sozialgeschichte der Einführung von Mathematik als Hauptfach. Münster: WTM-Verlag, 2010.
- Sources and Studies in the History of Mathematics and Physical Sciences. New York: Springer, 2005.
- Die Entstehung des Mathematiklehrerberufs im 19. Jahrhundert. Studien und Materialien zum Prozeß der Professionalisierung in Preußen (1810–1870). Weinheim: Beltz, 1983.
- Conflicts between Generalization, Rigor, and Intuition. Number Concepts Underlying the Development of Analysis in 17–19th Century France and Germany. Springer 2005.
- Hermann Graßmann – Zwei sich unterscheidende Lebensläufe. NTM, Band 18, 2010, S. 197–230.
- Researching into the history of teaching and learning mathematics: The state of the art. Paedagogica Historica, Band 42, 2006, S. 665–677.
- Herausgeber mit Alexander Karp: Handbook on the History of Mathematics Education. Springer 2014.
- Herausgeber: Hermann Günther Graßmann (1809–1877) : visionary mathematician, scientist and neohumanist scholar ; papers from a sesquicentennial conference (Lieschow, Rügen 1994). Kluwer 1996.

2016 gab er bei Springer eine Neuausgabe der englischen Übersetzung der ersten beiden Bände der klassischen Elementarmathematik vom höheren Standpunkt von Felix Klein heraus.